# S105 (Den Haag)
De S105 is een stadsroute in Den Haag die loopt over een gedeelte van de Neherkade en de Erasmusweg.
De weg verbindt de S100/Centrumring, vanaf het punt waar deze na de brug over de Laakhaven bij het Calandplein linksaf slaat naar de Neherkade, met de N211/Ring Den Haag, ter hoogte van de Erasmusweg.
 Den Haag ·   ·  ·  · · ·  ·  ·  ·  ·  ·  

 Haagsche tunnels: Koningstunnel · Hubertustunnel · Victory Boogie Woogietunnel